# Halle (Holzminden)
Halle è un comune di 1.683 abitanti della Bassa Sassonia, in Germania.
Appartiene al circondario (Landkreis) di Holzminden (targa HOL) ed è parte della comunità amministrativa (Samtgemeinde) di Bodenwerder-Polle.
Il 1º gennaio 1973 ha incorporato il territorio dei dissolti comuni di Bremke, Dohnsen, Hunzen, Kreipke, Tuchtfeld e Wegensen.